# Lutverci
Lutverci so naselje v Občini Apače.